# هنری براندون
هنری براندون (انگلیسی: Henry Brandon؛ ۸ ژوئن ۱۹۱۲ – ۱۵ فوریهٔ ۱۹۹۰) یک هنرپیشه اهل ایالات متحده آمریکا بود.

## فیلم‌شناسی
از فیلم‌ها یا برنامه‌های تلویزیونی که وی در آن نقش داشته است می‌توان به جویندگان اشاره کرد.